# Feldkirch Oscar Dinos
I Feldkirch Oscar Dinos  sono stati una squadra di football americano di Feldkirch, in Austria.

## Storia
Fondati nel 1983 come Montfort Hawks, hanno assunto il nome definitivo nel 1992. Hanno vinto una volta il campionato austriaco; hanno partecipato al campionato austriaco e a quello svizzero (in Lega Nazionale A nel 1995 e nel 1996, in Lega Nazionale B nel 1997 e nel 1998).

## Dettaglio stagioni

### Tackle football

#### Tornei nazionali

##### Campionato

###### Austrian Football League
| Stagione | regular season | regular season | regular season | regular season | regular season | regular season | playoff | playoff | playoff | playoff | playoff | playoff    | playoff        |
|          | Vin            | Par            | Per            | Tot            | PF             | PS             | Vin     | Per     | Tot     | PF      | PS      | risultato  | avversaria     |
| -------- | -------------- | -------------- | -------------- | -------------- | -------------- | -------------- | ------- | ------- | ------- | ------- | ------- | ---------- | -------------- |
| 1984     | 0              | 0              | 8              | 8              | 19             | 388            | -       | -       | -       | -       | -       | -          | -              |
| 1985-86  | ?              | ?              | ?              | 8              | ?              | ?              | 0       | 1       | 1       | 2       | 16      | Semifinale | Graz Giants    |
| 1987     | ?              | ?              | ?              | 10             | ?              | ?              | 0       | 1       | 1       | 13      | 16      | Semifinale | Salzburg Lions |
| 1988     | ?              | ?              | ?              | 8              | ?              | ?              | 0       | 1       | 1       | 12      | 40      | Semifinale | Vienna Vikings |
| 1989     | ?              | ?              | ?              | 8              | ?              | ?              | 0       | 1       | 1       | 16      | 40      | Semifinale | Graz Giants    |
| Totale   | 0+?            | 0+?            | 8+?            | 42             | 19+?           | 388+?          | 0       | 4       | 4       | 43      | 112     |            |                |

Fonti: Enciclopedia del Football - A cura di Massimo Mezzetti; Sito storico SAFV

###### Lega Nazionale A
| Stagione | regular season | regular season | regular season | regular season | regular season | regular season | playoff | playoff | playoff | playoff | playoff | playoff   | playoff    |
|          | Vin            | Par            | Per            | Tot            | PF             | PS             | Vin     | Per     | Tot     | PF      | PS      | risultato | avversaria |
| -------- | -------------- | -------------- | -------------- | -------------- | -------------- | -------------- | ------- | ------- | ------- | ------- | ------- | --------- | ---------- |
| 1995     | 3              | 1              | 4              | 8              | 150            | 194            | -       | -       | -       | -       | -       | -         | -          |
| 1996     | 3              | 0              | 5              | 8              | 137            | 205            | -       | -       | -       | -       | -       | -         | -          |
| Totale   | 6              | 1              | 9              | 16             | 287            | 399            | -       | -       | -       | -       | -       |           |            |

Fonti: Enciclopedia del Football - A cura di Massimo Mezzetti; Sito storico SAFV

###### Lega Nazionale B
| Stagione | regular season | regular season | regular season | regular season | regular season | regular season | playoff | playoff | playoff | playoff | playoff | playoff    | playoff         |
|          | Vin            | Par            | Per            | Tot            | PF             | PS             | Vin     | Per     | Tot     | PF      | PS      | risultato  | avversaria      |
| -------- | -------------- | -------------- | -------------- | -------------- | -------------- | -------------- | ------- | ------- | ------- | ------- | ------- | ---------- | --------------- |
| 1997     | 5              | 0              | 3              | 8              | 233            | 156            | 0       | 1       | 1       | 0       | 18      | Semifinale | Lausanne Sharks |
| 1998     | 6              | 0              | 3              | 9              | 259            | 213            | -       | -       | -       | -       | -       | -          | -               |
| Totale   | 11             | 0              | 6              | 17             | 492            | 369            | 0       | 1       | 1       | 0       | 18      |            |                 |

Fonte: Sito storico SAFV

##### Campionati giovanili

###### Under-19/Juniorenliga
| Stagione | regular season | regular season | regular season | regular season | regular season | regular season | playoff | playoff | playoff | playoff | playoff | playoff   | playoff    |
|          | Vin            | Par            | Per            | Tot            | PF             | PS             | Vin     | Per     | Tot     | PF      | PS      | risultato | avversaria |
| -------- | -------------- | -------------- | -------------- | -------------- | -------------- | -------------- | ------- | ------- | ------- | ------- | ------- | --------- | ---------- |
| 1995     | 0              | 0              | 8              | 8              | 0              | 456            | -       | -       | -       | -       | -       | -         | -          |
| 1996     | 2              | 1              | 5              | 8              | 95             | 243            | -       | -       | -       | -       | -       | -         | -          |
| Totale   | 2              | 1              | 13             | 16             | 95             | 699            | -       | -       | -       | -       | -       |           |            |

Fonte: Sito storico SAFV

### Riepilogo fasi finali disputate
| Anno           | Luogo     | Evento           | Fase del torneo | Incontro                                | Risultato |
| 1986           |           | AFL              | Semifinale      | Graz Giants - Montfort Hawks            | 16 - 2    |
| 1987           |           | AFL              | Semifinale      | Salzburg Lions - Montfort Hawks         | 16 - 13   |
| 19 giugno 1988 | Feldkirch | AFL              | Semifinale      | Montfort Hawks - Vienna Vikings         | 12 - 40   |
| 1989           |           | AFL              | Semifinale      | Graz Giants - Montfort Hawks            | 40 - 16   |
| 22 giugno 1997 |           | Lega Nazionale B | Semifinale      | Lausanne Sharks - Feldkirch Oscar Dinos | 18 - 0    |

## Palmarès
- 1 Austrian Bowl (1993)